# Copa Libertadores 2016
Navigation
Édition précédente Édition suivante
La Copa Libertadores 2016 est la 57e édition de la Copa Libertadores. Le club vainqueur de la compétition est désigné champion d'Amérique du Sud 2016. Le vainqueur représente alors la CONMEBOL lors de la Coupe du monde de football des clubs 2016.
Elle est remportée par le club colombien Atlético Nacional.

## Participants
| Nation                       | Club                                  | Mode de qualification                                                                                   | Entrée en lice |
| Argentine 5+1 équipes        | River Plate                           | Vainqueur de la Copa Libertadores en 2015                                                               | Deuxième tour  |
| Argentine 5+1 équipes        | Boca Juniors                          | Vainqueur du Championnat d'Argentine de football en 2015.                                               | Deuxième tour  |
| Argentine 5+1 équipes        | San Lorenzo                           | 2e du Championnat d'Argentine de football 2015.                                                         | Deuxième tour  |
| Argentine 5+1 équipes        | Rosario Central                       | Finaliste de la Coupe d'Argentine 2014-2015.                                                            | Deuxième tour  |
| Argentine 5+1 équipes        | Racing Club                           | Vainqueur des barrages pre-Libertadores du Championnat d'Argentine de football en 2015.                 | Premier tour   |
| Argentine 5+1 équipes        | Huracán                               | Finaliste de la Copa Sudamericana 2015.                                                                 | Premier tour   |
| Bolivie 3 équipes            | Club Bolívar                          | Vainqueur du Tournoi Apertura 2014 et Tournoi Clausura 2015                                             | Deuxième tour  |
| Bolivie 3 équipes            | The Strongest La Paz                  | 2e du Championnat de Bolivie 2014-2015.                                                                 | Deuxième tour  |
| Bolivie 3 équipes            | Oriente Petrolero                     | 3e du Championnat de Bolivie 2014-2015.                                                                 | Premier tour   |
| Brésil 5 équipes             |                                       | |                |
| Corinthians                  | Champion du Brésil en 2015            | Deuxième tour                                                                                           |                |
| Palmeiras                    | Vainqueur de la Coupe du Brésil 2015. | Deuxième tour                                                                                           |                |
| Atlético Mineiro             | Vice-champion du Brésil en 2015.      | Deuxième tour                                                                                           |                |
| Grêmio                       | 3e du Brésil en 2015.                 | Deuxième tour                                                                                           |                |
| São Paulo                    | 4e du Brésil en 2015.                 | Premier tour                                                                                            |                |
| Chili 3 équipes              | Cobresal                              | Vainqueur du Tournoi Clausura 2015.                                                                     | Deuxième tour  |
| Chili 3 équipes              | Colo-Colo                             | Vainqueur du Tournoi Apertura 2015.                                                                     | Deuxième tour  |
| Chili 3 équipes              | Universidad de Chile                  | Vainqueur de la Coupe du Chili 2015.                                                                    | Premier tour   |
| Colombie 3 équipes           | Deportivo Cali.                       | Vainqueur du Tournoi Apuertura 2015.                                                                    | Deuxième tour  |
| Colombie 3 équipes           | Atlético Nacional                     | Vainqueur du Torneo Finalización.                                                                       | Deuxième tour  |
| Colombie 3 équipes           | Santa Fe                              | Vainqueur de la Copa Sudamericana 2015.                                                                 | Premier tour   |
| Équateur 3 équipes           | Emelec                                | Champion d'Équateur en 2015.                                                                            | Deuxième tour  |
| Équateur 3 équipes           | LDU Quito                             | Vice-champion d'Équateur en 2015.                                                                       | Deuxième tour  |
| Équateur 3 équipes           | Independiente del Valle               | 3e d'Équateur en 2015.                                                                                  | Premier tour   |
| Mexique (CONCACAF) 3 équipes | UNAM                                  | 1er du Tournoi Apertura 2015 n'étant pas qualifié pour la Ligue des champions de la CONCACAF 2015-2016. | Deuxième tour  |
| Mexique (CONCACAF) 3 équipes | Deportivo Toluca Fútbol Club          | 2e du Tournoi Apertura 2015 n'étant pas qualifié pour la Ligue des champions de la CONCACAF 2015-2016.  | Deuxième tour  |
| Mexique (CONCACAF) 3 équipes | CF Puebla                             | Vainqueur de la SuperCopa México 2015.                                                                  | Premier tour   |
| Paraguay 3 équipes           | Cerro Porteño                         | Champion du Paraguay en 2015.                                                                           | Deuxième tour  |
| Paraguay 3 équipes           | Club Olimpia                          | Vice-champion du Paraguay en 2015.                                                                      | Deuxième tour  |
| Paraguay 3 équipes           | Club Guaraní                          | 3e du Paraguay en 2015.                                                                                 | Premier tour   |
| Pérou 3 équipes              | FBC Melgar                            | Champion du Pérou en 2015.                                                                              | Deuxième tour  |
| Pérou 3 équipes              | Sporting Cristal                      | Vice-champion du Pérou en 2015.                                                                         | Deuxième tour  |
| Pérou 3 équipes              | César Vallejo                         | 3e du Pérou en 2015.                                                                                    | Premier tour   |
| Uruguay 3 équipes            | Club Nacional                         | Champion d'Uruguay en 2014-2015.                                                                        | Deuxième tour  |
| Uruguay 3 équipes            | Club Atlético Peñarol                 | Vice-champion d'Uruguay en 2014-2015.                                                                   | Deuxième tour  |
| Uruguay 3 équipes            | River Plate (Uruguay)                 | 3e d'Uruguay en 2014-2015.                                                                              | Premier tour   |
| Venezuela 3 équipes          | Deportivo Táchira                     | Champion du Venezuela en 2014-2015.                                                                     | Deuxième tour  |
| Venezuela 3 équipes          | Trujillanos                           | Vice-champion du Venezuela en 2014-2015.                                                                | Deuxième tour  |
| Venezuela 3 équipes          | Caracas FC                            | 3e du Venezuela en 2014-2015.                                                                           | Premier tour   |

## Calendrier
Le tirage au sort des poules sera effectué le 22 décembre au Paraguay.

## Tirage
Au premier tour, les douze équipes sont divisées en deux chapeaux en fonction des résultats des associations dans les Copa Libertadores précédentes.
| Pot 1                                                                       | Pot 2                                                                                        |
| --------------------------------------------------------------------------- | -------------------------------------------------------------------------------------------- |
| São Paulo Universidad de Chile Santa Fe Club Guaraní Racing Club Caracas FC | Oriente Petrolero CA Huracán Independiente del Valle César Vallejo River Plate (U) CF Puebla |

Au second tour, les 32 équipes sont dispersées en huit groupes de quatre avec une équipe de chacun des quatre pots. Le tirage est effectué en fonction des places allouées aux associations. Les équipes de la même association des pots 1 et 2 ne peuvent se retrouver dans le même groupe. Les vainqueurs du premier tour, qui n'étaient pas connus au moment du tirage, peuvent être mis dans un groupe avec une équipe de la même association.
| Pot 1                                                                                                | Pot 2                                                                                        | Pot 3                                                                                                   | Pot 4                                                                            |
| --- | -------------------------------------------------------------------------------------------- | --- | -------------------------------------------------------------------------------- |
| River Plate Boca Juniors Peñarol Club Nacional Club Olimpia Corinthians Atlético Mineiro San Lorenzo | Grêmio Emelec Cerro Porteño Atlético Nacional Club Bolívar Colo-Colo Palmeiras The Strongest | LDU Quito Sporting Cristal Deportivo Cali Deportivo Táchira Rosario Central Melgar Cobresal Trujillanos | UNAM Toluca CA Huracán Racing Club River Plate (U) São Paulo Santa Fe Caracas FC |

## Résultats

### Premier tour
| Équipe                  | Aller | Total  | Retour | Équipe               |
| ----------------------- | ----- | ------ | ------ | -------------------- |
| Oriente Petrolero       | 1 - 3 | 1 - 6  | 0 - 3  | Sante Fe             |
| CA Huracán              | 1 - 0 | 2E - 2 | 1 - 2  | Caracas FC           |
| CF Puebla               | 2 - 2 | 2 - 3  | 0 - 1  | Racing Club          |
| River Plate (U)         | 2 - 0 | 2 - 0  | 0 - 0  | Universidad de Chile |
| Independiente del Valle | 1 - 0 | 2E - 2 | 1 - 2  | Guaraní              |
| César Vallejo           | 1 - 1 | 1 - 2  | 0 - 1  | São Paulo            |

### Deuxième tour
Le deuxième tour prend la forme d'une phase de huit groupes comprenant quatre équipes chacune. Dans chaque groupe, chaque équipe affronte les trois autres, à domicile et à l'extérieur suivant un format « toutes rondes », pour un total de six matchs chacun. Les deux premiers de chaque groupe sont qualifiés pour la phase finale. La répartition des points est la suivante : 3 points pour une victoire, 1 point pour un match nul et 0 points pour une défaite.
Légende des classements
- Qualifié pour la phase finale

Légende des résultats
- Victoire à domicile
- Match nul
- Victoire à l'extérieur

#### Groupe 1
| Rang | Équipe         | Pts | J | G | N | P | Bp | Bc | Diff |  | Résultats (▼ dom., ► ext.) | RIV | SAO | STR | TRU |
| ---- | -------------- | --- | - | - | - | - | -- | -- | ---- |  | -------------------------- | --- | --- | --- | --- |
| 1    | River Plate    | 11  | 6 | 3 | 2 | 1 | 17 | 7  | +10  |  | River Plate                |     | 1-1 | 6-0 | 4-3 |
| 2    | São Paulo      | 9   | 6 | 2 | 3 | 1 | 11 | 5  | +6   |  | São Paulo                  | 2-1 |     | 0-1 | 6-0 |
| 3    | The Strongest  | 8   | 6 | 2 | 2 | 2 | 6  | 11 | -5   |  | The Strongest              | 1-1 | 1-1 |     | 2-1 |
| 4    | Trujillanos FC | 4   | 6 | 1 | 1 | 4 | 7  | 18 | -11  |  | Trujillanos FC             | 0-4 | 1-1 | 2-1 |     |

#### Groupe 2
| Rang | Équipe          | Pts | J | G | N | P | Bp | Bc | Diff |  | Résultats (▼ dom., ► ext.) | ROS | NAC | PAL | RIV |
| ---- | --------------- | --- | - | - | - | - | -- | -- | ---- |  | -------------------------- | --- | --- | --- | --- |
| 1    | Rosario Central | 11  | 6 | 3 | 2 | 1 | 13 | 8  | +5   |  | Rosario Central            |     | 1-1 | 3-3 | 4-1 |
| 2    | Club Nacional   | 9   | 6 | 2 | 3 | 1 | 6  | 6  | 0    |  | Club Nacional              | 0-2 |     | 1-0 | 0-0 |
| 3    | Palmeiras       | 8   | 6 | 2 | 2 | 2 | 12 | 8  | +4   |  | Palmeiras                  | 2-0 | 1-2 |     | 4-0 |
| 4    | River Plate (U) | 3   | 6 | 0 | 3 | 3 | 6  | 15 | -9   |  | River Plate (U)            | 1-3 | 2-2 | 2-2 |     |

#### Groupe 3
| Rang | Équipe         | Pts | J | G | N | P | Bp | Bc | Diff |  | Résultats (▼ dom., ► ext.) | BOC | RAC | BOL | CAL |
| ---- | -------------- | --- | - | - | - | - | -- | -- | ---- |  | -------------------------- | --- | --- | --- | --- |
| 1    | Boca Juniors   | 12  | 6 | 3 | 3 | 0 | 11 | 4  | +7   |  | Boca Juniors               |     | 0-0 | 3-1 | 6-2 |
| 2    | Racing Club    | 9   | 6 | 2 | 3 | 1 | 11 | 7  | +4   |  | Racing Club                | 0-1 |     | 4-1 | 4-2 |
| 3    | Club Bolívar   | 6   | 6 | 1 | 3 | 2 | 10 | 10 | 0    |  | Club Bolívar               | 1-1 | 1-1 |     | 5-0 |
| 4    | Deportivo Cali | 3   | 6 | 0 | 3 | 3 | 7  | 18 | -11  |  | Deportivo Cali             | 0-0 | 2-2 | 1-1 |     |

#### Groupe 4
| Rang | Équipe            | Pts | J | G | N | P | Bp | Bc | Diff |  | Résultats (▼ dom., ► ext.) | ATL | HUR | PEN | CRI |
| ---- | ----------------- | --- | - | - | - | - | -- | -- | ---- |  | -------------------------- | --- | --- | --- | --- |
| 1    | Atlético Nacional | 16  | 6 | 5 | 1 | 0 | 12 | 0  | +12  |  | Atlético Nacional          |     | 0-0 | 2-0 | 3-0 |
| 2    | CA Huracán        | 8   | 6 | 2 | 2 | 2 | 7  | 7  | 0    |  | CA Huracán                 | 0-2 |     | 0-0 | 4-2 |
| 3    | Peñarol           | 5   | 6 | 1 | 2 | 3 | 5  | 11 | -6   |  | Peñarol                    | 0-4 | 0-1 |     | 4-3 |
| 4    | Sporting Cristal  | 4   | 6 | 1 | 1 | 4 | 9  | 13 | -4   |  | Sporting Cristal           | 0-1 | 3-2 | 1-1 |     |

#### Groupe 5
| Rang | Équipe                  | Pts | J | G | N | P | Bp | Bc | Diff |  | Résultats (▼ dom., ► ext.) | MIN | IDV | CCL | MEL |
| ---- | ----------------------- | --- | - | - | - | - | -- | -- | ---- |  | -------------------------- | --- | --- | --- | --- |
| 1    | Atlético Mineiro        | 13  | 6 | 4 | 1 | 1 | 12 | 4  | +8   |  | Atlético Mineiro           |     | 1-0 | 3-0 | 4-0 |
| 2    | Independiente del Valle | 11  | 6 | 3 | 2 | 1 | 7  | 4  | +3   |  | Independiente del Valle    | 3-2 |     | 1-1 | 2-0 |
| 3    | Colo-Colo               | 9   | 6 | 2 | 3 | 1 | 4  | 5  | -1   |  | Colo-Colo                  | 0-0 | 0-0 |     | 1-0 |
| 4    | Melgar                  | 0   | 6 | 0 | 0 | 6 | 2  | 12 | -10  |  | Melgar                     | 1-2 | 0-1 | 1-2 |     |

#### Groupe 6
| Rang | Équipe      | Pts | J | G | N | P | Bp | Bc | Diff |  | Résultats (▼ dom., ► ext.) | TOL | GRE | SLO | QUI |
| ---- | ----------- | --- | - | - | - | - | -- | -- | ---- |  | -------------------------- | --- | --- | --- | --- |
| 1    | Toluca      | 13  | 6 | 4 | 1 | 1 | 9  | 5  | +4   |  | Toluca                     |     | 2-0 | 2-1 | 2-1 |
| 2    | Grêmio      | 11  | 6 | 3 | 2 | 1 | 10 | 6  | +4   |  | Grêmio                     | 1-0 |     | 1-1 | 4-0 |
| 3    | San Lorenzo | 4   | 6 | 0 | 4 | 2 | 5  | 8  | -3   |  | San Lorenzo                | 1-1 | 1-1 |     | 1-1 |
| 4    | LDU Quito   | 4   | 6 | 1 | 1 | 4 | 7  | 12 | -5   |  | LDU Quito                  | 1-2 | 2-3 | 2-0 |     |

#### Groupe 7
| Rang | Équipe            | Pts | J | G | N | P | Bp | Bc | Diff |  | Résultats (▼ dom., ► ext.) | PUM | TAC | OLI | EME |
| ---- | ----------------- | --- | - | - | - | - | -- | -- | ---- |  | -------------------------- | --- | --- | --- | --- |
| 1    | UNAM              | 15  | 6 | 5 | 0 | 1 | 17 | 8  | +9   |  | UNAM                       |     | 4-1 | 4-1 | 4-2 |
| 2    | Deportivo Táchira | 9   | 6 | 3 | 0 | 3 | 6  | 11 | -5   |  | Deportivo Táchira          | 2-0 |     | 2-1 | 1-0 |
| 3    | Club Olimpia      | 7   | 6 | 2 | 1 | 3 | 12 | 12 | 0    |  | Club Olimpia               | 0-2 | 4-0 |     | 4-2 |
| 4    | Emelec            | 4   | 6 | 1 | 1 | 4 | 10 | 14 | -4   |  | Emelec                     | 2-3 | 2-0 | 2-2 |     |

#### Groupe 8
| Rang | Équipe        | Pts | J | G | N | P | Bp | Bc | Diff |  | Résultats (▼ dom., ► ext.) | COR | POR | SFE | COB |
| ---- | ------------- | --- | - | - | - | - | -- | -- | ---- |  | -------------------------- | --- | --- | --- | --- |
| 1    | Corinthians   | 13  | 6 | 4 | 1 | 1 | 13 | 4  | +9   |  | Corinthians                |     | 2-0 | 1-0 | 6-0 |
| 2    | Cerro Porteño | 10  | 6 | 3 | 1 | 2 | 6  | 6  | 0    |  | Cerro Porteño              | 3-2 |     | 1-0 | 2-1 |
| 3    | Santa Fe      | 8   | 6 | 2 | 2 | 2 | 6  | 4  | +2   |  | Santa Fe                   | 1-1 | 0-0 |     | 3-0 |
| 4    | Cobresal      | 3   | 6 | 1 | 0 | 5 | 4  | 14 | -10  |  | Cobresal                   | 0-1 | 2-0 | 1-2 |     |

### Phase finale

#### Classement des équipes qualifiées
| 1                                                       | Atlético Nacional       | 16 | +12 |
| 2                                                       | UNAM                    | 15 | +9  |
| 3                                                       | Corinthians             | 13 | +9  |
| 4                                                       | Atlético Mineiro        | 13 | +8  |
| 5                                                       | Toluca                  | 13 | +4  |
| 6                                                       | Boca Juniors            | 12 | +7  |
| 7                                                       | River Plate             | 11 | +10 |
| 8                                                       | Rosario Central         | 11 | +5  |
| 9                                                       | Grêmio                  | 11 | +4  |
| 10                                                      | Independiente del Valle | 11 | +3  |
| 11                                                      | Cerro Porteño           | 10 | 0   |
| 12                                                      | São Paulo               | 9  | +6  |
| 13                                                      | Racing Club             | 9  | +4  |
| 14                                                      | Club Nacional           | 9  | 0   |
| 15                                                      | Deportivo Táchira       | 9  | -5  |
| 16                                                      | CA Huracán              | 8  | 0   |
| Légende: - Vainqueurs de groupe. - Deuxièmes de groupe. |                         |    |     |

#### Tableau final
Les matchs de la phase finale sont à élimination directe. En cas de match nul à la fin du temps réglementaire, une prolongation de deux fois quinze minutes est jouée (une victoire après prolongation est indiquée par (a.p.) dans le tableau). Les règles dites du but en or ou du but en argent ne s'appliquent pas. Si les deux équipes sont toujours à égalité, une séance de tirs au but (t.a.b.) détermine le vainqueur.
|  | Huitièmes de finale     | Huitièmes de finale     | Huitièmes de finale |                         |   | Quarts de finale | Quarts de finale | Quarts de finale |  |  | Demi-finales | Demi-finales | Demi-finales |  |  | Finale | Finale | Finale |
|  |                         |                         |                     |                         |   |                  |                  |                  |  |  |              |              |              |  |  |        |        |        |
|  |                         |                         |                     |                         |   |                  |                  |                  |  |  |              |              |              |  |  |        |        |        |
|  |                         |                         |                     |                         |   |                  |                  |                  |  |  |              |              |              |  |  |        |        |        |
|  | Cerro Porteño           | 1                       | 1                   |                         |   |                  |                  |                  |  |  |              |              |              |  |  |        |        |        |
|  | Cerro Porteño           | 1                       | 1                   |                         |   |                  |                  |                  |  |  |              |              |              |  |  |        |        |        |
|  | Boca Juniors            | 2                       | 3                   |                         |   |                  |                  |                  |  |  |              |              |              |  |  |        |        |        |
|  | Boca Juniors            | 2                       | 3                   | Boca Juniors            | 1 | 1 (4)            |                  |                  |  |  |              |              |              |  |  |        |        |        |
|  |                         |                         |                     | Boca Juniors            | 1 | 1 (4)            |                  |                  |  |  |              |              |              |  |  |        |        |        |
|  |                         | Club Nacional           | 1                   | 1 (3)                   |   |                  |                  |                  |  |  |              |              |              |  |  |        |        |        |
|  | Club Nacional           | Club Nacional           | 1                   | 1 (3)                   | 0 | 2                |                  |                  |  |  |              |              |              |  |  |        |        |        |
|  | Club Nacional           |                         |                     |                         | 0 | 2                |                  |                  |  |  |              |              |              |  |  |        |        |        |
|  | Corinthians             | 0                       | 2                   |                         |   |                  |                  |                  |  |  |              |              |              |  |  |        |        |        |
|  | Corinthians             | 0                       | 2                   | Boca Juniors            | 1 | 2                |                  |                  |  |  |              |              |              |  |  |        |        |        |
|  |                         |                         |                     | Boca Juniors            | 1 | 2                |                  |                  |  |  |              |              |              |  |  |        |        |        |
|  |                         | Independiente del Valle | 2                   | 3                       |   |                  |                  |                  |  |  |              |              |              |  |  |        |        |        |
|  | Independiente del Valle | Independiente del Valle | 2                   | 3                       | 2 | 0                |                  |                  |  |  |              |              |              |  |  |        |        |        |
|  | Independiente del Valle |                         |                     |                         | 2 | 0                |                  |                  |  |  |              |              |              |  |  |        |        |        |
|  | River Plate             | 0                       | 1                   |                         |   |                  |                  |                  |  |  |              |              |              |  |  |        |        |        |
|  | River Plate             | 0                       | 1                   | Independiente del Valle | 2 | 1 (5)            |                  |                  |  |  |              |              |              |  |  |        |        |        |
|  |                         |                         |                     | Independiente del Valle | 2 | 1 (5)            |                  |                  |  |  |              |              |              |  |  |        |        |        |
|  |                         | UNAM                    | 1                   | 2 (3)                   |   |                  |                  |                  |  |  |              |              |              |  |  |        |        |        |
|  | Deportivo Táchira       | UNAM                    | 1                   | 2 (3)                   | 1 | 0                |                  |                  |  |  |              |              |              |  |  |        |        |        |
|  | Deportivo Táchira       |                         |                     |                         | 1 | 0                |                  |                  |  |  |              |              |              |  |  |        |        |        |
|  | UNAM                    | 0                       | 2                   |                         |   |                  |                  |                  |  |  |              |              |              |  |  |        |        |        |
|  | UNAM                    | 0                       | 2                   | Independiente del Valle | 1 | 0                |                  |                  |  |  |              |              |              |  |  |        |        |        |
|  |                         |                         |                     | Independiente del Valle | 1 | 0                |                  |                  |  |  |              |              |              |  |  |        |        |        |
|  |                         | Atlético Nacional       | 1                   | 1                       |   |                  |                  |                  |  |  |              |              |              |  |  |        |        |        |
|  | São Paulo               | Atlético Nacional       | 1                   | 1                       | 4 | 1                |                  |                  |  |  |              |              |              |  |  |        |        |        |
|  | São Paulo               |                         |                     |                         | 4 | 1                |                  |                  |  |  |              |              |              |  |  |        |        |        |
|  | Toluca                  | 0                       | 3                   |                         |   |                  |                  |                  |  |  |              |              |              |  |  |        |        |        |
|  | Toluca                  | 0                       | 3                   | São Paulo               | 1 | 1                |                  |                  |  |  |              |              |              |  |  |        |        |        |
|  |                         |                         |                     | São Paulo               | 1 | 1                |                  |                  |  |  |              |              |              |  |  |        |        |        |
|  |                         | Atlético Mineiro        | 0                   | 2                       |   |                  |                  |                  |  |  |              |              |              |  |  |        |        |        |
|  | Racing Club             | Atlético Mineiro        | 0                   | 2                       | 0 | 1                |                  |                  |  |  |              |              |              |  |  |        |        |        |
|  | Racing Club             |                         |                     |                         | 0 | 1                |                  |                  |  |  |              |              |              |  |  |        |        |        |
|  | Atlético Mineiro        | 0                       | 2                   |                         |   |                  |                  |                  |  |  |              |              |              |  |  |        |        |        |
|  | Atlético Mineiro        | 0                       | 2                   | São Paulo               | 0 | 1                |                  |                  |  |  |              |              |              |  |  |        |        |        |
|  |                         |                         |                     | São Paulo               | 0 | 1                |                  |                  |  |  |              |              |              |  |  |        |        |        |
|  |                         | Atlético Nacional       | 2                   | 2                       |   |                  |                  |                  |  |  |              |              |              |  |  |        |        |        |
|  | Grêmio                  | Atlético Nacional       | 2                   | 2                       | 0 | 0                |                  |                  |  |  |              |              |              |  |  |        |        |        |
|  | Grêmio                  |                         |                     |                         | 0 | 0                |                  |                  |  |  |              |              |              |  |  |        |        |        |
|  | Rosario Central         | 1                       | 3                   |                         |   |                  |                  |                  |  |  |              |              |              |  |  |        |        |        |
|  | Rosario Central         | 1                       | 3                   | Rosario Central         | 1 | 1                |                  |                  |  |  |              |              |              |  |  |        |        |        |
|  |                         |                         |                     | Rosario Central         | 1 | 1                |                  |                  |  |  |              |              |              |  |  |        |        |        |
|  |                         | Atlético Nacional       | 0                   | 3                       |   |                  |                  |                  |  |  |              |              |              |  |  |        |        |        |
|  | CA Huracán              | Atlético Nacional       | 0                   | 3                       | 0 | 2                |                  |                  |  |  |              |              |              |  |  |        |        |        |
|  | CA Huracán              |                         |                     |                         | 0 | 2                |                  |                  |  |  |              |              |              |  |  |        |        |        |
|  | Atlético Nacional       | 0                       | 4                   |                         |   |                  |                  |                  |  |  |              |              |              |  |  |        |        |        |
|  | Atlético Nacional       | 0                       | 4                   |                         |   |                  |                  |                  |  |  |              |              |              |  |  |        |        |        |

• Note 1 : L'équipe indiquée en première position de chaque match joue le match retour à domicile.
• Note 2 : Dans le cas où deux équipes d'un même pays atteignent les demi-finales, elles devront s'affronter dans la même demi-finale.

#### Huitièmes de finale
| Équipe                  | Aller | Total  | Retour | Équipe            |
| ----------------------- | ----- | ------ | ------ | ----------------- |
| Cerro Porteño           | 1 - 2 | 2 - 5  | 1 - 3  | Boca Juniors      |
| Club Nacional           | 0 - 0 | 2E - 2 | 2 - 2  | Corinthians       |
| Independiente del Valle | 2 - 0 | 2 - 1  | 0 - 1  | River Plate       |
| Deportivo Táchira       | 1 - 0 | 1 - 2  | 0 - 2  | UNAM              |
| São Paulo               | 4 - 0 | 5 - 3  | 1 - 3  | Toluca            |
| Racing Club             | 0 - 0 | 1 - 2  | 1 - 2  | Atlético Mineiro  |
| Grêmio                  | 0 - 1 | 0 - 4  | 0 - 3  | Rosario Central   |
| CA Huracán              | 0 - 0 | 2 - 4  | 2 - 4  | Atlético Nacional |

#### Quarts de finale
| Équipe                  | Aller | Total           | Retour | Équipe            |
| ----------------------- | ----- | --------------- | ------ | ----------------- |
| Club Nacional           | 1 - 1 | 2 - 2 3 - 4 tab | 1 - 1  | Boca Juniors      |
| Independiente del Valle | 2 - 1 | 3 - 3 5 - 3 tab | 1 - 2  | UNAM              |
| São Paulo               | 1 - 0 | 2E - 2          | 1 - 2  | Atlético Mineiro  |
| Rosario Central         | 1 - 0 | 2 - 3           | 1 - 3  | Atlético Nacional |

#### Demi-finales
| Équipe                  | Aller | Total | Retour | Équipe            |
| ----------------------- | ----- | ----- | ------ | ----------------- |
| Independiente del Valle | 2 - 1 | 5 - 3 | 3 - 2  | Boca Juniors      |
| São Paulo               | 0 - 2 | 1 - 4 | 1 - 2  | Atlético Nacional |

#### Finale
La finale se joue en deux rencontres où l'équipe la mieux classée à l'issue de la phase de groupes reçoit lors de la manche retour. Malgré tout, la CONMEBOL a décidé que la manche retour doit se jouer en Amérique du Sud. Ainsi, si une équipe mexicaine est qualifiée pour la finale, elle recevra en première, peu importe son classement. Si, à l'issue de la double confrontation, les deux équipes ne peuvent se départager, alors la règle du but à l'extérieur ne s'applique pas et une période de prolongations de 30 minutes est jouée puis une séance de tirs au but si l'égalité persiste.
| Équipe                  | Aller | Total | Retour | Équipe            |
| ----------------------- | ----- | ----- | ------ | ----------------- |
| Independiente del Valle | 1 - 1 | 1 - 2 | 0 - 1  | Atlético Nacional |

| 20 juillet 2016 | Independiente del Valle | 1 - 1 | Atlético Nacional | Estadio Olímpico Atahualpa, Quito                |                                                  |
| 19:45 UTC-5     | Mina 86e                |       | 35e Berrío        | Spectateurs : 38 000 Arbitrage : Enrique Cáceres | Spectateurs : 38 000 Arbitrage : Enrique Cáceres |
| 19:45 UTC-5     | Rapport                 |       |                   | Spectateurs : 38 000 Arbitrage : Enrique Cáceres | Spectateurs : 38 000 Arbitrage : Enrique Cáceres |

| 27 juillet 2016 | Atlético Nacional | 1 - 0 | Independiente del Valle | Estadio Atanasio Girardot, Medellín            |                                                |
| 19:45 UTC-5     | Borja 8e          |       |                         | Spectateurs : 47 000 Arbitrage : Néstor Pitana | Spectateurs : 47 000 Arbitrage : Néstor Pitana |
| 19:45 UTC-5     | Rapport           |       |                         | Spectateurs : 47 000 Arbitrage : Néstor Pitana | Spectateurs : 47 000 Arbitrage : Néstor Pitana |

## Meilleurs buteurs
| Classement | Joueur              | Equipe                  | Buts |
| ---------- | ------------------- | ----------------------- | ---- |
| 1          | Jonathan Calleri    | São Paulo               | 9    |
| 2          | Marco Ruben         | Rosario Central         | 8    |
| 2          | Ismael Sosa         | Pumas UNAM              | 8    |
| 3          | José Enrique Angulo | Independiente del Valle | 6    |
| 3          | Junior Sornoza      | Independiente del Valle | 6    |

Source: CONMEBOL.com